# José Adalto Cardoso
José Adalto Cardoso (Arapongas, 1946) é um diretor e produtor de cinema brasileiro, conhecido por seu trabalho nas Pornochanchadas e por sua atuação na Boca do Lixo. Em 1979, após produzir dez curtas, José Adalto apresentou a ideia para o seu primeiro longa-metragem, que se tornaria "Império das Taras" pela Paris Filmes.
Sady Baby diz ter aprendido o ofício de diretor observando o trabalho de José Adalto Cardoso nos seis filmes que este dirigiu tendo Sady como produtor.

## Filmografia
- 1987 - As Taras de Um Mini-Vampiro
- 1986 - Chi, Cometa
- 1986 - Come Tudo
- 1986 - Minha Cabrita, Minha Tara
- 1986 - As Mil e Uma Maneiras de Sexo Explícito
- 1985 - As Mil e Uma Posições
- 1985 - A Praia da Sacanagem
- 1985 - Paraíso da Sacanagem
- 1984 - Sedentas de Sexo
- 1983 - Massagem for Men
- 1982 - O Motorista do Fuscão Preto
- 1981 - ...E a Vaca Foi para o Brejo
- 1980 - Império das Taras
- 1980 - A Virgem e o Bem-Dotado [roteiro]